# Efecte focus
L'efecte focus o efecte d'ancoratge és un biaix cognitiu que consisteix a considerar una part de l'assumpte (la que atreu l'atenció) molt més que altres d'igual rellevància. Porta els individus a usar la primera part d'informació disponible com a punt de referència per a allò que se li presenta a continuació, independentment de si el primer és un punt de referència útil o raonable. Provoca l'aparició de nous biaixos per a confirmar les decisions preses o processos de pensament duts a terme a partir del focus o "ancoratge". Es relaciona amb la psicologia de la Gestalt i la programació neurolingüística (PNL), i va ser teoritzat per primera vegada per Amos Tversky i Daniel Kahneman.

Referències
1. ↑  Muñoz, Jordi «Ancorats». Ara.cat, 04-11-2018.
2. ↑  Zoltán Vass. A Psychological Interpretation of Drawings and Paintings. The SSCA Method: A Systems Analysis Approach.  Alexandra Publishing, p. 83. ISBN 978-963-297-474-3 [Consulta: 27 agost 2013].[Enllaç no actiu]